# D×D×D
Albums de SHINee
Odd
(2015) 1 of 1
(2016)
Singles
1. Your Number
Sortie : 11 mars 2015
2. Sing Your Song
Sortie : 27 octobre 2015
3. D×D×D
Sortie : 13 décembre 2015[1]

D×D×D est le quatrième album studio japonais du boys band sud-coréen SHINee. Il est sorti le 1er janvier 2016 au Japon sous Universal Music Japan, le sous-label d'EMI Records. L'album contient les trois singles sortis précédemment : « Your Number », « Sing Your Song » et la version japonaise sur single coréen « View », ainsi que le nouveau single « DxDxD ». Cet album a atteint la première place de l'Oricon hebdomadaire et gardera cette place pendant trois semaines consécutives. Ils ont également été les premiers artistes à être au sommet de l'Oricon en 2016, depuis leur dernier album japonais I'm Your Boy.

## Contexte et sortie
D×D×D est le quatrième album japonais sorti par SHINee. Il est sorti en trois versions : une édition limitée CD + Blu-ray « A », une édition limitée CD + DVD « B » et une édition basique. Les deux éditions limitées étaient mises dans un digipack et un couvre-livre, et étaient avec un photobook de 48 pages (type A), une carte photo (une sur cinq) et une feuille d'application pour un événement spécial. Le Blu-ray de l'édition limitée A, en plus des vidéoclips et de leurs making-of, incluaient aussi un enregistrement haute-définition de l'album. L'édition basique arrivait avec un photobook de 28 pages (type B) et une feuille d'application pour un événement spécial. L'album inclut toutes les pistes des deux derniers singles japonais du groupe « Sing Your Song » et « Your Number », une version japonaise du single coréen « View » et sept autres chansons.

### Quatrième tournée japonaise
Le SHINee World 2016 est la quatrième tournée de concerts au Japon par SHINee afin de promouvoir D×D×D. La tournée commence à Fukuoka le 30 janvier 2016 et s'achève à Hokkaido le 24 avril 2016, avec un total de 16 concerts dans huit villes.
Après le large succès de leur premier concert de deux jours au Tokyo Dome en mars 2015, SHINee sont revenus dans un autre Zénith lors de leur Japan Arena Tour, au Kyocera Dome les 14 et 15 mai 2016, et reviendront au Tokyo Dome les 18 et 19 du même mois.

## Liste des pistes
| No  | Titre                    | Paroles                        | Musique                                                 | Durée |
| --- | ------------------------ | ------------------------------ | ------------------------------------------------------- | ----- |
| 1.  | D×D×D                    | Hidenori Tanaka (agehasprings) | Kevin Charge, Ricky Hanley, Yumiko Okada, Hide Nakamura | 3:27  |
| 2.  | Wishful Thinking         | KAMIKAORU                      | Andreas Öberg, Caesar & Loui                            | 3:12  |
| 3.  | Wanted                   | Sara Sakurai                   | Christian Fast, Didrik Thott, Henrik Nodenback          | 3:17  |
| 4.  | Boys Will be Boys        | Kanata Okajima                 | Erik Lidbom                                             | 3:58  |
| 5.  | View (Version japonaise) | Sara Sakurai                   | LDN Noise, Ryan S.Jhun, Adrian McKinnon                 | 3:13  |
| 6.  | Your Number              | Junji Ishiwatari               | Chris Meyer, Kevin Charge                               | 4:19  |
| 7.  | Good Good Feeling        | Sara Sakurai                   | Chris Meyer, Kevin Charge                               | 3:46  |
| 8.  | Photograph               | Junji Ishiwatari               | Ricky Hanley, Rob Derbyshire                            | 3:14  |
| 9.  | Sweet Surprise           | Junji Ishiwatari               | Andreas Stone Johansson, Andreas Öberg, Steven Lee      | 3:35  |
| 10. | Sing Your Song           | Junji Ishiwatari               | Andreas Öberg, MLC, Carlos Okabe                        | 4:05  |
| 11. | Moon Drop                | Sara Sakurai                   | Chris Meyer, Shunsuke Harada                            | 3:40  |
| 12. | Love                     | Sara Sakurai                   | Kenzie                                                  | 4:22  |

## Classements
L'album a vendu 44 921 copies lors de sa première semaine.